# سي إس آي: سايبر
سي إس آي: سايبر وهي اختصار لـِ تحقيقات الجرائم: الجرائم الإلكترونيّة (بالإنجليزية: CSI: Cyber)‏ هو مسلسل تحريات وجرائم ودراما أمريكي بدأ عرضُه في 4 مارس 2015 على شبكة قنوات CBS. يُعتبر المسلسل الرابع من عائلة مسلسلات CSI وذلك بعد إعلان القناة عن هذا في 18 فبراير 2014. بُثّت الحلقة التجريبة من المسلسل في الموسم 14 من مسلسل سي إس آي: لاس فيغاس في الحلقة الـ21 حيث اجتمع الأبطال وعملا على قضية معاً. يتحدث المسلسل عن العميلة أيفري راين (باتريشيا أركيت) وهي تحل الجرائم بصفتها عالمة سايبرسايكولوجوي وهو حقل جديد يجمع بين التكنلوجويا والسايكولوجا في مدينة كوانتيكو بولاية فرجينيا. وقد جُدّد المُسلسل لموسمٍ ثانٍ مكوّن من 22 حلقة.

## القِصّة
يتتبع المُسلسل مجموعَةً من عُملاء الـFBI مُكلّفين بالتحقيق في الجرائم الإلكترونيّة في الولايات المتحدة في مدينة كوانتيكو بولاية فرجينيا، وتترأسهم العميلة أيفري راين (باتريشيا أركيت) وحاصلة على دكتوراه في الفلسفة. يتكوّن فريقُها من: سيمون سيفتر، وإيليا موندو، ودانيال كرومتز، ورايفن راميريز، وبرودي نيلسون. بالإضافَة إلى أؤلائك الذين في قسم الطب الشرعي الإلكتروني الذي اُنشئ حديثاً تحت إشراف د. ب. راسيل من أجل التحقيق في جرائم القتل المُتصلة بالإنترنت؛ كالسرقة الإلكترونية والقرصنة والجرائم الجنسيّة والابتزاز وأي جريمة أخرى مُتعلّقة بالإنترنت.

## الإنتاج

### التطوير
في 18 فبراير 2014 أعلنت شبكة CBS عن مُسلسل مُشتقٍّ جديد من سلسلتها سي اس آي: لاس فيغاس. كما أُعلِنَ عن أنّ المُسلسل سيحكي عن الجرائم الإلكترونية ليكون بذلك مُخالِفاً للسلاسل السابقة، والمُسلسل مَبنيٌّ على أعمالِ ماري أيكن الرائدة في علم النفس الإلكتروني. وقد بُثّت الحلقة التجريبة من المسلسل في الموسم 14 من مسلسل سي إس آي: لاس فيغاس في الحلقة الـ21 حيث اجتمع الأبطال وعملا على قضية معاً في 30 أبريل 2014. ثم في 10 مايو 2014 أعلنت الشبكة رسميّاً عن المشروع. ويتكوّن الموسم الأول من 13 حلقة بدأ عرضها في مارس 2015. كما أعلنت القناة عن جديدها المسلسل لموسمٍ ثانٍ في 11 مايو 2015 مكوّن من 22 حلقة.

### التصوير
تم تصوير مُعظَم المسلسل في استديوهات CBS في لوس أنجلوس في كاليفورنيا، كما صُورت الاماكن الخارجية كذلك في المدينة.

## طاقم العمل والشخصيات
| المُمثل           | الشخصيّة       | المواسم   | المواسم   |
| المُمثل           | الشخصيّة       | 1         | 2         |
| ---------------- | ------------- | --------- | --------- |
| باتريشيا أركيت   | أيفري راين    | دور رئيسي | دور رئيسي |
| جيمس فان دير بيك | إيليا موندو   | درو رئيسي | درو رئيسي |
| بيتر ماكنكول     | سيمون سيفتر   | رئيسي     |           |
| شاد موس          | برودي نيلسون  | دور رئيسي | دور رئيسي |
| تشارلي كونتز     | دانييل غرومتز | دور رئيسي | دور رئيسي |
| هايلي كيوكو      | ريفن رامرز    | دور رئيسي | دور رئيسي |
| تيد دانسون       | د. ب. راسيل   |           | رئيسي     |

## الحلقات
| الموسم | الموسم           | عدد الحلقات | تاريخ البث    | تاريخ البث     |
| الموسم | الموسم           | عدد الحلقات | الحلقة الأولى | الحلقة الأخيرة |
| ------ | ---------------- | ----------- | ------------- | -------------- |
|        | الحلقة التجريبية | 1           | 30 أبريل 2014 | 30 أبريل 2014  |
|        | الأول            | 13          | 4 مارس 2015   | 13 مايو 2015   |
|        | الثاني           | 18          | 4 أكتوبر 2015 | 13 مارس 2016   |

## روابط خارجية
- سي إس آي: سايبر على موقع IMDb (الإنجليزية)
- سي إس آي: سايبر على موقع ميتاكريتيك (الإنجليزية)
- سي إس آي: سايبر على موقع روتن توميتوز (الإنجليزية)
- سي إس آي: سايبر على موقع كينوبويسك (الروسية)
- سي إس آي: سايبر على موقع ألو سيني (الفرنسية)
- سي إس آي: سايبر على موقع قاعدة بيانات الفيلم (الإنجليزية)